# Эмерик, Луи
Луи Эмерик Грант (родился 10 июня 1960 года) — британский актер.

## Биография
Родился в районе Токстет в Ливерпуле у либерийского отца и британской матери. Эмерик самый младший ребенок в семье. Всего у него девять братьев и сестер. Луи Эмерик стал наиболее известным после роли Мика Джонсона в мыльной опере Brookside . Исполнял также роль Уолша в 55 эпизодах "Last of the Summer Wine" (1988, 1989 и 2004–2010). Совсем недавно Эмерик также снялся в фильмах «Несчастный случай», «Новые трюки», «Билл», «Бенидорм Ватерлоо-роуд», «Холодные ноги» и «Улица коронации» .
В 2014 году Эмерик снялся в эпизоде мыльной оперы « Доктора» . В сентябре 2014 года Эмерик сыграл роль лошади в гастрольной постановке "The Full Monty", а также сыграл в нескольких других пьесах. В 2018 году у Эмерика была роль второго плана в мыльной опере Улица Коронации. Затем в 2020 году он появился в эпизоде постановки «Доктора» в роли Гэри Тейла.

## Внешние ссылки
- Эмерик, Луи (англ.) на сайте Internet Movie Database